# NONSTOP (EP)
《NONSTOP》(논스톱)은 대한민국의 걸 그룹 오마이걸의 일곱 번째 미니 음반이다. 타이틀 곡은〈살짝 설렜어 (Nonstop)로, 2020년 4월 27일 소니 뮤직 엔터테인먼트를 통하여 발매되었다.

## 개요
- 《Fall in Love》 이후 8개월 만에 대한민국에서 발매하는 음반이다.
- CHANCE 버전과 QUEST 버전의 두 종류로 발매된다.
- 오마이걸은 이 음반의 타이틀 곡인 〈살짝 설렜어 (Nonstop)〉로 첫 번째 음원 차트 1위를 달성하였다.[1] 이전의 최고 기록은 2018년에 〈비밀정원〉이 기록한 2위로, 당시 장덕철이 1위를 기록하였다.[2]

## 발매 과정
2020년 3월 18일, 오마이걸이 4월 말에 새 EP를 발매한다는 소식이 보도되었다. 이후 4월 14일, 오마이걸의 공식 SNS 계정을 통하여 “OH MY GIRL 7TH MINI ALBUM [NONSTOP] Game Start”라는 제목과 함께, ‘GO! 04.27’, ‘NONSTOP’, ‘JIHO’ 등이 적힌 보드 게임 놀이판의 시작점 부분이 클로즈업된 컴백 티저 이미지가 게시되었다. 4월 15일에는 보드 게임 ‘NONSTOP’의 박스 이미지와 사용 설명서가, 4월 16일에는 오마이걸 멤버의 일러스트로 제작된 일곱 개의 말이 공개되었다. 4월 17일에는 멤버들의 이름, ‘Desert Island’, ‘Friend Zone’, ‘Miracle Zone’ 등이 적힌 놀이판이 공개되었다. Desert Island는 ‘설렘에 빠질 수 있는 곳’, Friend Zone은 ‘안전 지대’로 앞서 사용설명서에서 공개된 바 있다.
멤버들의 모습을 담은 티저 사진은 여러 차례에 걸쳐 올라왔다. 가장 먼저 4월 16일에 보라색 톤의 의상을 입은 단체 티저 사진이, 4월 18일에 같은 복장을 한 개인 사진이 게시되었다. 4월 20일에는 타이틀 곡의 뮤직 비디오에 등장하는 복장을 입은 두 번째 개인 사진이 공개되었다. 4월 22일에는 흰색 톤의 의상을 입은 두 번째 단체 사진이 공개되었다. 4월 24일에는 무인도 칸에서 혼자 탈출하지 않을 수 있는 방법을 기술한 ‘무인도 설명서’와 함께, 멤버들의 모습을 담은 짧은 영상이 공개되었다. 하루 뒤인 25일에는 멤버들이 목소리로 ‘Bear Museum’ 칸에 도착하였다고 알리면서 컴백을 기다려 달라는 메시지를 남겼다.
4월 19일에는 트랙 리스트와 함께 21일 정오에 틱톡에서 타이틀 곡 〈살짝 설렜어 (Nonstop)〉을 30초 정도 미리 선보인다는 사실이 전해졌다. 4월 21일에는 타이틀 곡의 가사 전체가 공개되었다. 4월 25일에는 〈살짝 설렜어 (Nonstop)〉의 뮤직 비디오 티저가 공개되었으며, 같은 날 오후 방송된 JTBC의 《아는 형님》에서 하이라이트 부분의 무대가 미리 공개되었다. 한편, 4월 23일에는 전 곡의 하이라이트 메들리 영상이 게재되었다.

## 수록곡
| #            | 제목                      | 작사         | 작곡 | 재생 시간 |
| ------------ | ------------------------- | ------------ | --- | --------- |
| 1.           | 〈살짝 설렜어〉 (Nonstop) | 서지음, 미미 | Steven Lee, Andreas Johansson, Laurell, Sebastian Thott (편곡: Sebastian Thott)                                                                                           | 3:22      |
| 2.           | 〈Dolphin〉               | 서정아       | Ryan S. Jhun, Celine Svanback, Chloe Latimer, Jeppe London, Lauritz Christiansen (편곡: Ryan S. Jhun, Celine Svanback, Chloe Latimer, Jeppe London, Lauritz Christiansen) | 2:56      |
| 3.           | 〈꽃차〉 (Flower Tea)     | 서지음       | 이주형, Mayu Wakisaka (편곡: 이주형) | 4:19      |
| 4.           | 〈NE♡N〉                  | 서지음       | Maria Marcus, Freja Blomberg Jonsson (편곡: Maria Marcus, Freja Blomberg Jonsson)                                                                                         | 3:14      |
| 5.           | 〈Krystal〉               | Junebug      | Steven Lee, Joe Lawrence, Linda Quero (편곡: Joe Lawrence) | 3:37      |
| 총 재생 시간 | 총 재생 시간              | 총 재생 시간 | 총 재생 시간 | 17:28     |